# Elsa Cross
Elsa Cross, née en 1946 à Mexico, est une femme de lettres et poète mexicaine.

## Biographie
Après des études  en philosophie orientale, elle a été traductrice d'Yves Bonnefoy et de Saint-John Perse, et auteur de recueils poétiques.  Elsa Cross est « l'une des voix les plus personnelles » de la poésie latino-américaine selon Octavio Paz, associant dans ses écrits la civilisation préhispanique, la civilisation grecque et la mystique orientale .
Influencée à ses débuts par Rainer Maria Rilke, Friedrich Hölderlin et Ezra Pound, Elsa Cross conçoit la poésie comme un lien entre les mondes intérieur et extérieur, entre l’individu et l’humanité, dans le métissage des cultures, . Ces recueils sont souvent centrés sur un thème.
Son œuvre a été couronnée de nombreux prix, dont le Prix de poésie Gatien-Lapointe - Jaime-Sabines en 2007, et le prix Roger-Caillois en 2010.

## Principales publications
- Naxos, Ollín, México, UFSIA: MAG-MEX-B 7813, (1966)
- Amor el más oscuro (1969)
- Peach Melba, Sierra Madre, Serie: Poesía en el mundo, (1970)
- La dama de la torre, con el título La canción de Arnaut, Joaquín Mortiz, México, (premio de poesía en el concurso nacional de la juventud 1971, 1972), (1972)
- Canto por un equinoccio de Saint John Perse, Cuadernos de Humanidades, UNAM-INBA, (1980)
- Tres poemas (Colección Cuadernos de poesía), UNAM,  (ISBN 968-5800-91-X), (1981)
- Bacantes/Bacchae, Artífice Ediciones, México,  (ISBN 968-6654-05-4), (1982)
- La realidad transfigurada en torno a las ideas del joven Nietzsche, UNAM, (1985)
- Canto malabar, Fondo de Cultura Económica,  (ISBN 968-16-2679-6), (1987)
- Pasaje de fuego, D.F., Boldó i Climent, México, 2 ed.,  (ISBN 968-6109-16-1), (1987)
- Espejo al sol (poemas 1964-1981), Secretaría de Educación Pública,  (ISBN 968-29-2057-4), (1989)
- El diván de Antar, JM,  (ISBN 968-27-0390-5), (1990)
- Jaguar, Ediciones Toledo, México,  (ISBN 968-6332-24-3), (1991), traduit en français en 2009, édit. Caractères. Présentation par Claude Couffon.
- Casuarinas (El ala del tigre), UNAM, Coordinación de Humanidades, Dirección General de Publicaciones,  (ISBN 968-36-2020-5), (1992)
- El himno de las ranas, Lectorum Pubns (Juv),  (ISBN 968-494-052-1), (1992)
- Moira, Gobierno del Estado, Instituto Chiapaneco de Cultura,  (ISBN 968-6492-87-9), (1993)
- Poemas de la India, UNAM, (1993)
- Urracas, Editorial Aldus,  (ISBN 968-6830-45-6), (1995)
- De lejos viene, de lejos va llegando, Biblioteca del ISSSTE,  (ISBN 968-825-350-2), (1999)
- Los sueños. Elegías, Conaculta, México, Práctica Mortal,  (ISBN 970-18-3990-0), (2000)
- Poemas escogidos 1965-1999, UNAM,  (ISBN 968-36-8018-6), (2000)
- Ultramar (Letras Mexicanas), Fondo De Cultura Económica USA,  (ISBN 968-16-6562-7), (2002)
- Los dos jardines: Mística y erotismo en algunos poetas mexicanos (La centena), Ediciones Sin Nombre,  (ISBN 970-35-0291-1), (2003)
- El vino de las cosas: ditirambos, Conaculta, México,  (ISBN 968-411-588-1), (2004)

### Webographie
- Notices d'autorité :   - VIAF
  - ISNI
  - BnF (données)
  - IdRef
  - LCCN
  - GND
  - Espagne
  - Pays-Bas
  - Israël
  - NUKAT
  - Tchéquie
  - WorldCat
- Notice dans un dictionnaire ou une encyclopédie généraliste :   - Dictionnaire universel des créatrices
- Ressource relative à la littérature :   - Enciclopedia de la literatura en México
- (es) « Catálogo Biobibliográfico de Escritores de México. Cross, Elsa », sur CNL-INBA, 2012.